# 日本文教出版 (岡山県)
日本文教出版株式会社（にほんぶんきょうしゅっぱん）は、岡山県岡山市北区に所在する出版社。
大阪府の同名企業との関係はなく、書店によっては「日本文教出版（岡山）」のように地名をつけて区別されている。

## 概要
1948年8月に創立。岡山県内の研究者による岡山の自然と文化、ゆかりの人物について紹介する郷土出版『岡山文庫』シリーズの刊行で知られる。
また生徒手帳の製作で、ベネッセコーポレーションと国内シェアを二分している（ベネッセの前身である福武書店創業者の福武哲彦は、当初株式会社富士出版社を経営していたがあえなく倒産した。再起を期し福武書店を設立した際、同じ岡山に所在する同社の事業に着目し、生徒手帳の製作を手始めに事業を広げていったとされる）。